# Schwarzenbach an der Saale
Schwarzenbach an der Saale es una ciudad situada en el distrito de Hof, en el estado federado de Baviera (Alemania), con una población a finales de 2016 de unos 7116 habitantes.
Se encuentra ubicada al norte del estado, en la región de Alta Franconia, a poca distancia de la frontera con los estados de Turingia y Sajonia.